# Mont Blanc (Bas-Saint-Laurent)
Pour les articles homonymes, voir Mont Blanc (homonymie).
Le mont Blanc est une montagne canadienne faisant partie des monts Chic-Chocs dans les Appalaches située dans la réserve faunique de Matane sur la péninsule gaspésienne dans la région du Bas-Saint-Laurent au Québec. La rivière Matane y prend sa source. Son altitude est estimée entre 945 et 1 063 m.